# ドン・シャーリー
ドン・シャーリー（Don Shirley）のステージネームで知られたドナルド・ウォルブリッジ・シャーリー（英: Donald Walbridge Shirley、1927年1月29日 - 2013年4月6日）は、アメリカ合衆国のクラシック音楽・ジャズ・ピアニスト、また作曲家である。「ドクター・シャーリー」との名でも知られている。1950年代から1960年代にかけてケイデンス・レコードで多くのアルバムを収録したが、その内容はクラシック音楽の影響を受けた実験的なジャズであった。また作曲家としても活動し、オルガン交響曲、ピアノ協奏曲、チェロ協奏曲1曲、3曲の弦楽四重奏、一幕のオペラ1作、その他オルガン・ピアノ・ヴァイオリン曲などを作曲した。またジェイムズ・ジョイスの小説『フィネガンズ・ウェイク』を基にした交響詩、『地獄のオルフェ』を土台とした一連の「変奏曲」も作曲している。
シャーリーはフロリダ州ペンサコーラで生まれ、小さい頃にはクラシック・ピアノの有望株と謳われた。伝統的なクラシック音楽を弾いていた初期のキャリアはあまり注目されていなかったが、後に様々な時代の音楽を混ぜ合わせることで成功を手にした。1960年代の間、シャーリーは熱心にコンサート・ツアーを行ったが、行き先にはディープサウスも含まれていた。この時、シャーリーはニューヨーク在住だった用心棒 (nightclub bouncer) トニー・"リップ"・ヴァレロンガを雇って随行させた。このふたりの旅路は、2018年に『グリーンブック』として映画化された。作品は第91回アカデミー賞でアカデミー作品賞を獲得したほか、シャーリー役のマハーシャラ・アリへアカデミー助演男優賞が贈られた。スタインウェイでしか演奏しないというポリシーをもっていた。

## 経歴

### キャリア開始まで
シャーリーは1927年1月29日にフロリダ州ペンサコーラで生まれたが、両親は共にジャマイカ系移民で、母ステラ・ガートルード（Stella Gertrude、1903年 - 1936年）は教員、父エドウィン・S・シャーリー（Edwin S. Shirley、1885年 - 1982年）は米国聖公会司祭だった。彼の出生地はキングストン (ジャマイカ)と勘違いされていることもあるが、これはレーベル側がシャーリーをジャマイカ生まれと宣伝していたためである。甥のエドウィンによれば、レコード会社は「黒人の学校に通った黒人には見向きもしない地域で、彼が認知されるように」(to "make him acceptable in areas where a Black man from a Black school wouldn’t have got any recognition at all.") 、シャーリーはヨーロッパで音楽を学んだのだと偽証していたという。
シャーリーがピアノを学び始めたのは2歳の時だった。彼は短期間ヴァージニア州立大学とテキサス州のプレイリー・ビュー・カレッジに通った後、ワシントンD.C.のカトリック・ユニバーシティ・オブ・アメリカに移ってコンラッド・ベルニエとジョージ・サディアス・ジョーンズ (George Thaddeus Jones) に師事し、1953年に音楽で学士号を得た。シャーリーは「ドクター・シャーリー」(Dr. Shirley) の名でも知られていたが、実際に2つの名誉博士号を持っていた。

### 1945年から1953年のキャリア
1945年、18歳のシャーリーは、ボストン・ポップス・オーケストラと共にチャイコフスキーの『ピアノ協奏曲第1番』を演奏した。1年後、彼はロンドン・フィルハーモニー管弦楽団と共演して自身の曲を演奏している。1949年、彼はハイチ政府の招聘を受けてポルトープランス万国博覧会で演奏し、翌週にはドュマルセ・エスティメ大統領とル・ゴアセ大司教 (Archbishop Le Goise) の求めに応じこれを再演した。
シャーリーは1952年12月23日にイリノイ州クック郡でジーン・C・ヒル (Jean C. Hill) と結婚したが、後に離婚した。
黒人のクラシック音楽家に機会が与えられないことに落胆したシャーリーは、早々にピアノの道を諦めてしまう。彼は一度シカゴ大学に入り直して心理学を学び、シカゴで心理学者として働き始めたが、その後再び音楽の道へ戻った。シャーリーには音楽と少年犯罪との関係を研究するための助成金が与えられた。彼は小さなクラブで演奏しながら、音に対して聴衆がどう反応するのか実験していたという。聴衆の側が彼の実験に気付くことはなく、代わりに学生たちが同じクラブに潜入していて、客の反応を見ていたという。

### 1954年以降のキャリア
アーサー・フィードラーの招きに応じ、シャーリーは1954年6月に、シカゴでボストン・ポップス・オーケストラと共演した。1955年には、カーネギー・ホールでNBC交響楽団と共演し、エリントンのピアノ協奏曲初演を務めた。またテレビ番組『アーサー・ゴドフリー・アンド・ヒズ・フレンズ』にも出演している。シャーリーは1950年代から1960年代にかけてケイデンス・レコードで多くのアルバムを収録したが、その内容はクラシック音楽の影響を受けた実験的なジャズであった。1961年には、彼のシングル『ウォーター・ボーイ』（原題、"Water Boy"）がビルボード Hot 100で40位にランクインし、そのまま14週チャートインし続けた。またニューヨークのナイトクラブ「ベイスン・ストリート・イースト」で演奏し、ここでデューク・エリントンが演奏を聴いたことから、親交が始まったという。

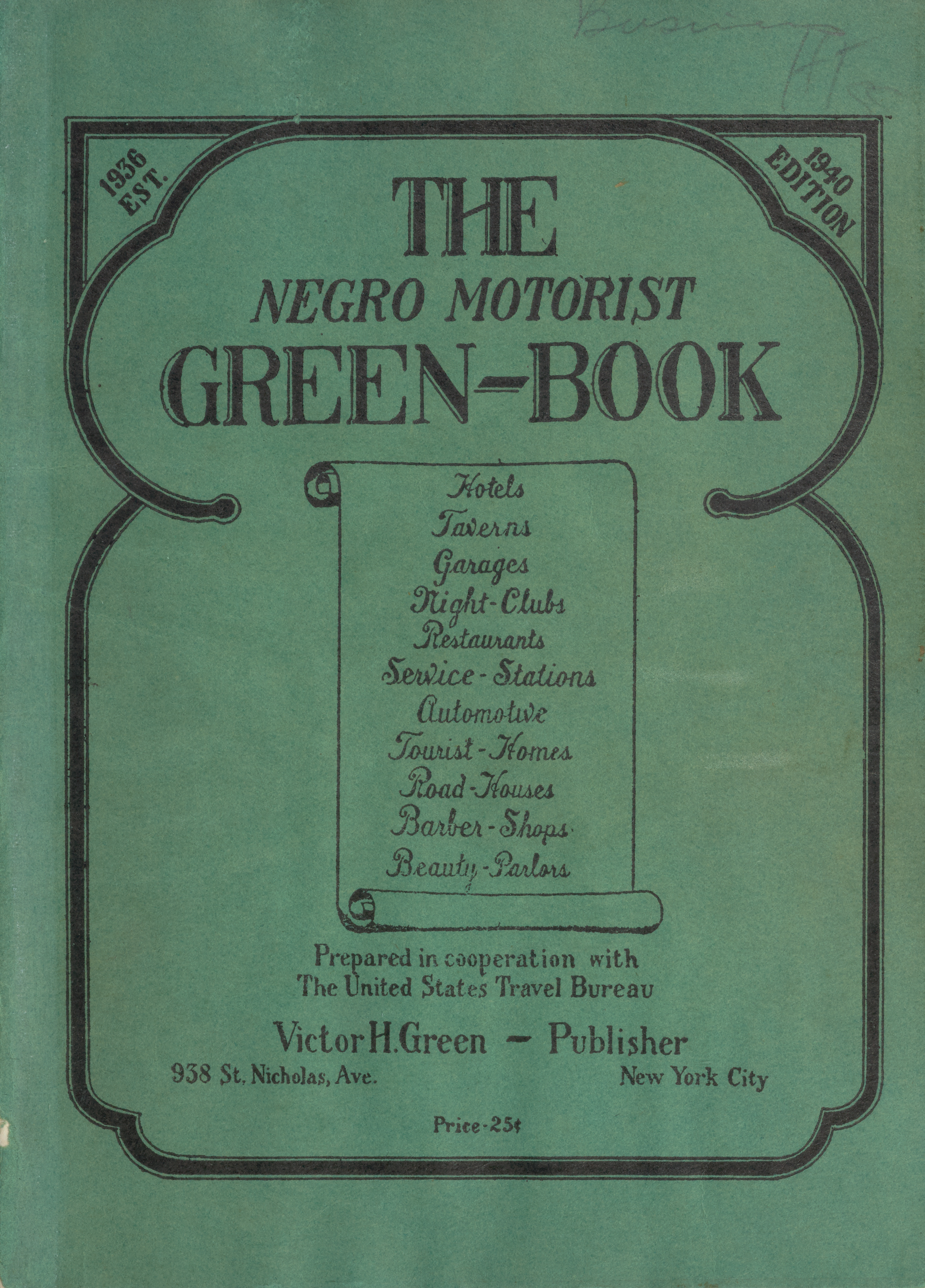
映画『グリーンブック』でも登場した『黒人ドライバーのためのグリーン・ブック』The Negro Motorist Green-Book には、黒人分離が続けられていた南部で、黒人旅行者向けに営業している店がリスト化されていた

1960年代、シャーリーは度々コンサートツアーに出たが、その行き先には南部も含まれていた。彼は自身の演奏によって、観客の心が幾分動くだろうと信じていたという。彼はニューヨークのナイトクラブで用心棒として働いていたトニー・"リップ"・ヴァレロンガを運転手兼用心棒として雇った。このふたりの旅路は2018年に映画『グリーンブック』としてドラマ化され、黒人差別が残る南部を旅する上で彼らが参考にしたガイドブック、『黒人ドライバーのためのグリーン・ブック』から題名が付けられた。この作品の中で、最初の内シャーリーとヴァレロンガは性格の違いでぶつかり合うが、最終的にはよき友人となる。この筋書きに対し、ドンと疎遠になっていた兄弟であるモーリス・シャーリーは、「自分の兄弟はトニーのことを決して『友人』と考えてはいなかった、彼は飽くまで被雇用者で、お抱え運転手だった（制服と帽子を着用することには憤慨したが）。こういうわけでコンテクストとニュアンスはとても大事だ。実際の所は、成功して裕福な黒人演奏家が、自分と似て『いない』家事奉公人を雇ったわけで、この事実が伝えられないなんてことはあるべきじゃない」と述べた。
しかしながら、2019年1月に『ヴァラエティ』誌で公開されたインタビューで、トニー・リップの息子であるニック・ヴァレロンガは「彼らは1年半も一緒にいて、その後も友人で居続けた」("They were together a year and a half and they did remain friends") と述べたほか、生前のシャーリー自身が、この話を誰にもするなと語っていたのだと明かした。
また映画の中で、シャーリーは家族と疎遠になり、アフリカ系アメリカ人のコミュニティからも疎外された人物として描かれているが、この点も論争を呼んだ。様々な人の証言によればこの描写は不正確で、シャーリーは1965年の血の日曜日事件をはじめとしたアフリカ系アメリカ人公民権運動に参加しているほか、アフリカ系アメリカ人の演奏家や指導者に多くの友人を持っていたという。また彼には4人兄弟の一員で、家族とも連絡を続けていたという。
1990年代に作曲家のルーサー・ヘンダーソンを通じてシャーリーと交友を深めた著述家のデイヴィッド・ハイドゥ (David Hajdu) は、「私の知っている男は、マハーシャラ・アリが周到な優雅さで表現したような人物とはかなり異なっている。知的だが無邪気なほど粗野で移り気、自衛的で、全て（特に音楽）において非完全に耐えることができず、彼独自の音楽のように、複雑でどこかにカテゴライズなんかできないような人物だった」と述べている。
シャーリーはシカゴ交響楽団やワシントン・ナショナル交響楽団との共演歴があるほか、ニューヨーク・フィルハーモニックやフィラデルフィア管弦楽団のために交響曲を書き下ろしている。また作曲家としても活動し、オルガン交響曲、ピアノ協奏曲、チェロ協奏曲1曲、3曲の弦楽四重奏、一幕のオペラ1作、その他オルガン・ピアノ・ヴァイオリン曲、ジェイムズ・ジョイスの小説『フィネガンズ・ウェイク』を基にした交響詩、『地獄のオルフェ』を土台とした一連の「変奏曲」"Variations" も作曲している。
シャーリーは2013年4月6日に、心臓病のため86歳で亡くなった。トニーが無くなってわずか、数カ月後のことだった。

## ディスコグラフィ
1955年
- Tonal Expressions（ケイデンス・レコード）

1956年
- Orpheus in the Underworld（ケイデンス）
- 'Piano Perspectives（ケイデンス）
- Don Shirley Duo（ケイデンス）

1957年
- Don Shirley with Two Basses（ケイデンス）
- Improvisations（ケイデンス）

1959年
- Don Shirley（オーディオ・フィデリティ・レコーズ（英語版））
- Don Shirley Solos（ケイデンス）

1960年
- Don Shirley Plays Love Songs（ケイデンス）
- Don Shirley Plays Gershwin（ケイデンス）
- Don Shirley Plays Standards（ケイデンス）
- Don Shirley Plays Birdland Lullabies（ケイデンス）
- Don Shirley Plays Showtunes（ケイデンス）

1961年
- Don Shirley Trio（ケイデンス）

1962年
- Piano Arrangements of Spirituals（ケイデンス）
- Pianist Extraordinary（ケイデンス）
- Piano Spirituals
- Don Shirley Presents Martha Flowers
- Drown in My Own Tears（ケイデンス）

1965年
- Water Boy（コロムビア・レコード）

1969年
- The Gospel According to Don Shirley（コロムビア）
- Don Shirley in Concert（コロムビア）

1972年
- The Don Shirley Point of View（アトランティック・レコード）[20]

2001年
- Home with Donald Shirley

2010年
- Don Shirley's Best (ケイデンス）